# Prionyx guichardi
Prionyx guichardi är en biart som först beskrevs av De Beaumont 1967.  Prionyx guichardi ingår i släktet Prionyx och familjen grävsteklar. Inga underarter finns listade i Catalogue of Life.